# Peña (Venezuela)
Peña è un comune del Venezuela situato nello Stato di Yaracuy.
Il capoluogo del comune è la città di Yaritagua.